# Kabetoua
Kabetoua est un village du Cameroun situé dans la Région de l'Extrême-Nord au sud-ouest du lac Tchad, à la frontière avec le Nigeria et à environ 9 km de la ville de Fotokol. Kabetoua fait partie du canton de Warou II, de la commune de Fotokol et du département du Logone-et-Chari.

## Population
Le recensement de 2005 dénombre 110 personnes  dans la localité de Kabetoua.